# Poliez-Pittet
Poliez-Pittet es una comuna suiza del cantón de Vaud, situada en el distrito de Gros-de-Vaud. Tiene una población estimada, a fines de 2020, de 830 habitantes.
Limita al noroeste y norte con la comuna de Montilliez, al este con Jorat-Menthue, al sureste con Froideville, y al suroeste con Bottens.
La comuna formó parte hasta el 31 de diciembre de 2007 del distrito de Echallens, círculo de Bottens.